# Plissee (Stoff)

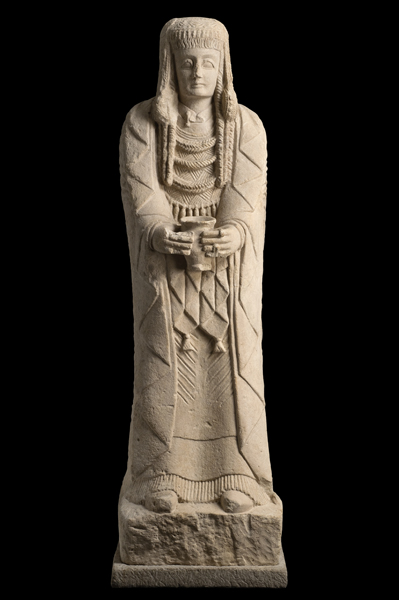
Plissiertes Untergewand der Dama del Cerro de los Santos (3. Jh. v. Chr.)

Plissee (französisch gefaltet) ist eine flache Textilie mit künstlich gebildeten Falten.

## Geschichte
Plissierte Gewänder sind schon seit der Antike bekannt und galten wohl schon damals als dekorativ und augenfällig. Sie zeigten den Wohlstand und die gesellschaftliche Bedeutung der Trägerin oder des Trägers. Erst relativ spät finden sich Plissees auch an Fächern, Vorhängen, Lampenschirmen, Fensterrollos etc.

## Herstellung

### Webplissee
Gewebtes Plissee wird aus zwei Ketten und einem Schussfaden auf Webmaschinen hergestellt, die mit Vorrichtungen für Gewebeverschiebung oder mit veränderlichem Ladenschlag ausgestattet sind.
Die Grundkette ist stramm gespannt, während die Faltenkette nur leicht gebremst wird. Nach Abweben von einigen Schussfäden lässt man den Schuss nur die Faltenkette durchkreuzen, die Grundkette bleibt im Unterfach und über die ganze Warenbreite wird eine Falte (ein Plissee) gebildet.

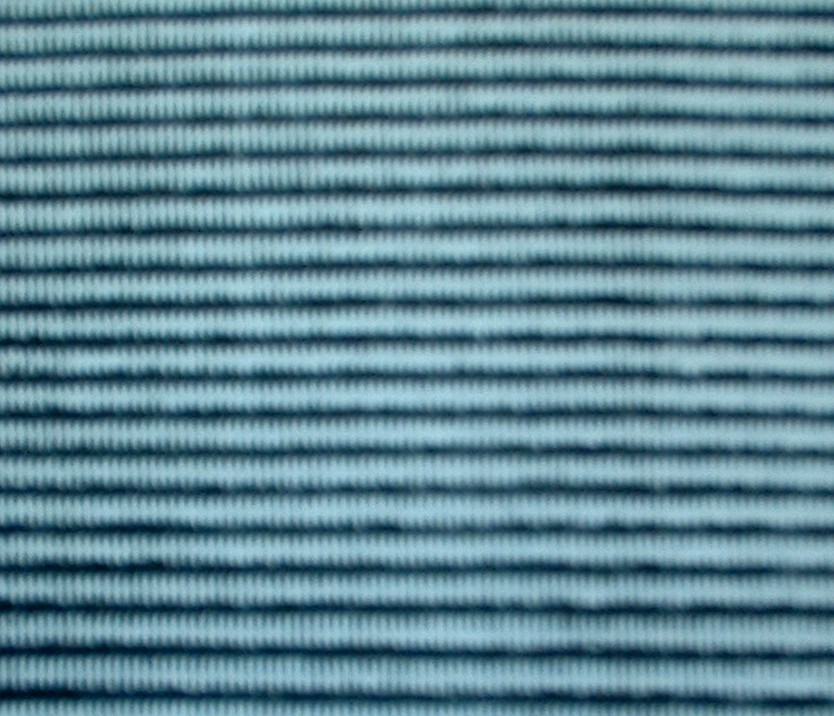
Wirkplissee

Den Plisseeffekt kann man durch den Einsatz von Kreppgarnen oder mit Garnen unterschiedlicher Elastizität verstärken.
Die Gewebe werden in allen Grundbindungen vorwiegend als Hemden- und Kleiderstoff hergestellt.

### Wirkplissee
Wirkplissee kann man an einer Kettenwirkmaschine mit drei Legebarren herstellen. Zwei Schienen arbeiten kontinuierlich, die dritte bildet jedoch nur periodisch Maschen. Während der Stoppzeit der dritten Legeschiene wölbt sich neben den flott liegenden Fäden eine Plisseefalte auf (siehe Bild rechts). Um Plissee herstellen zu können, müssen Maschinen mit einer sogenannten Blindlegeeinrichtung ausgerüstet werden.

### Strickplissee

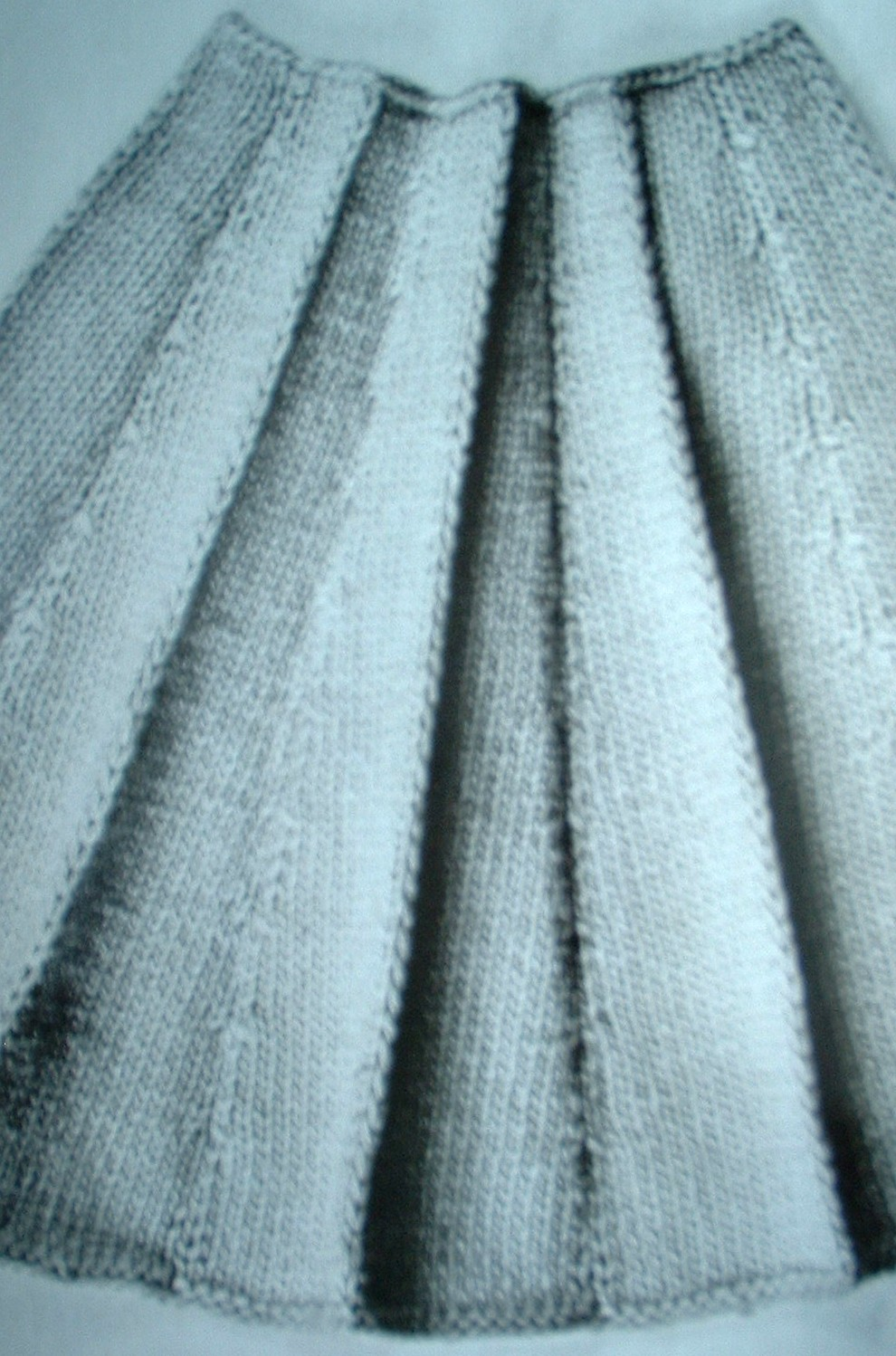
Handgestricktes Plissee

An Strickmaschinen mit zwei Fonturen entsteht ein Plissee durch die Bindungskombination von rechts-rechts und rechts-links. Aus drei bis vier Maschen in Rechts-links-Bindung entsteht ein senkrechter Streifen, der sich nach dem Wechsel in Rechts-rechts-Bindung verdreht und im Gestrick eine Dauerfalte bildet. Durch geeignete Nadelverteilung können Stehfalten, liegende oder hohle Falten entstehen.
Ein handgestricktes Plissee (siehe Bild rechts) lässt sich zum Beispiel anfertigen: 18 Maschen rechts (die erste Faltenseite), eine Masche abheben (Bruch), 18 Maschen rechts (die zweite Faltenseite), eine Masche links (Innenbruch zwischen zwei Falten). Die Kombination wird durch Randmaschen und Abnahmen entsprechend der Form des Gestricks ergänzt und wiederholt.

### Chemisch-technisches Plissieren
Das Plissieren ist eine Appretur, die aus drei Arbeitsvorgängen besteht: Behandlung mit Kunstharz und anderen Chemikalien, Faltenlegen und Pressen. Das Pressen von Meterware erfolgt durch Einbringung feuchter Hitze auf Plissiermaschinen, kleinere Erzeugnisse werden manuell bearbeitet.
Dauerfalten werden nur bei Textilien aus synthetischen Fasern garantiert (in der Praxis hauptsächlich aus Polyester). Falten auf Textilien aus Naturfasern sind nicht wäschebeständig.
Für das Plissieren von Wollgeweben wird ein so genanntes Siroset-Verfahren angewandt. Ein angeblich dauerhaftes Plissee wird hier mit Konzentraten von Etanolaminsulfit erreicht, die 25 % Schwefelsäure beinhalten.
Es werden drei Grundfaltenarten unterschieden: Liegeplisseefalten, die in eine Richtung gepresst werden, Tollplisseefalten (zweiseitige, gegeneinander verlaufende Liegeplisseefalten) und Stehplisseefalten, das sind gerade, zieharmonikaartig verlaufende und stehende Falten. Daraus können weitere Formen kombiniert werden wie Sonnenplissees, bei denen strahlenförmige, rundumlaufende Stehplisseefalten vom Bund bis zum Saum breiter werden, oder Bahnenplissee, eine Kombination von schmalen und breiten Plisseearten.

### Plissees – eine beliebte Sonnenschutztextilie
Eine Plisseeanlage besteht aus einer speziellen Sonnenschutztextilie mit eingearbeiteten, dauerhaften Falten. Diese kann wie eine Ziehharmonika auf ein schmales Paket zusammengeschoben werden oder auseinandergezogen das Fenster teilweise oder vollständig bedecken. Der Stoff ist dabei oben und unten an schmalen Schienen befestigt und wird mittels einer speziellen Schnurtechnik geführt.

## Galerie

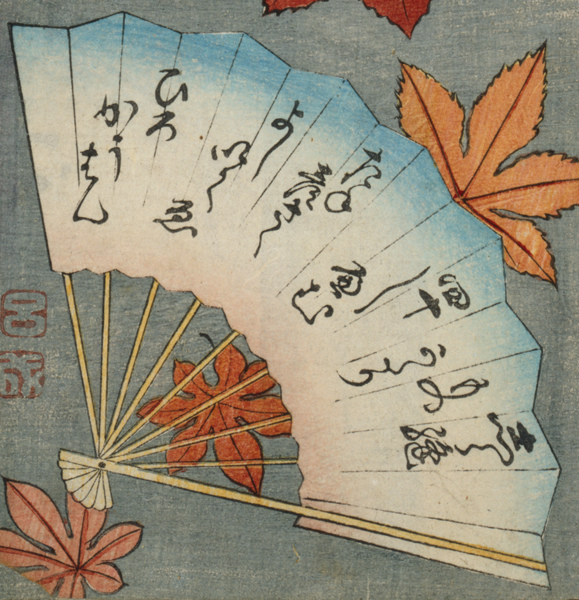
Akkordeon-Plissee
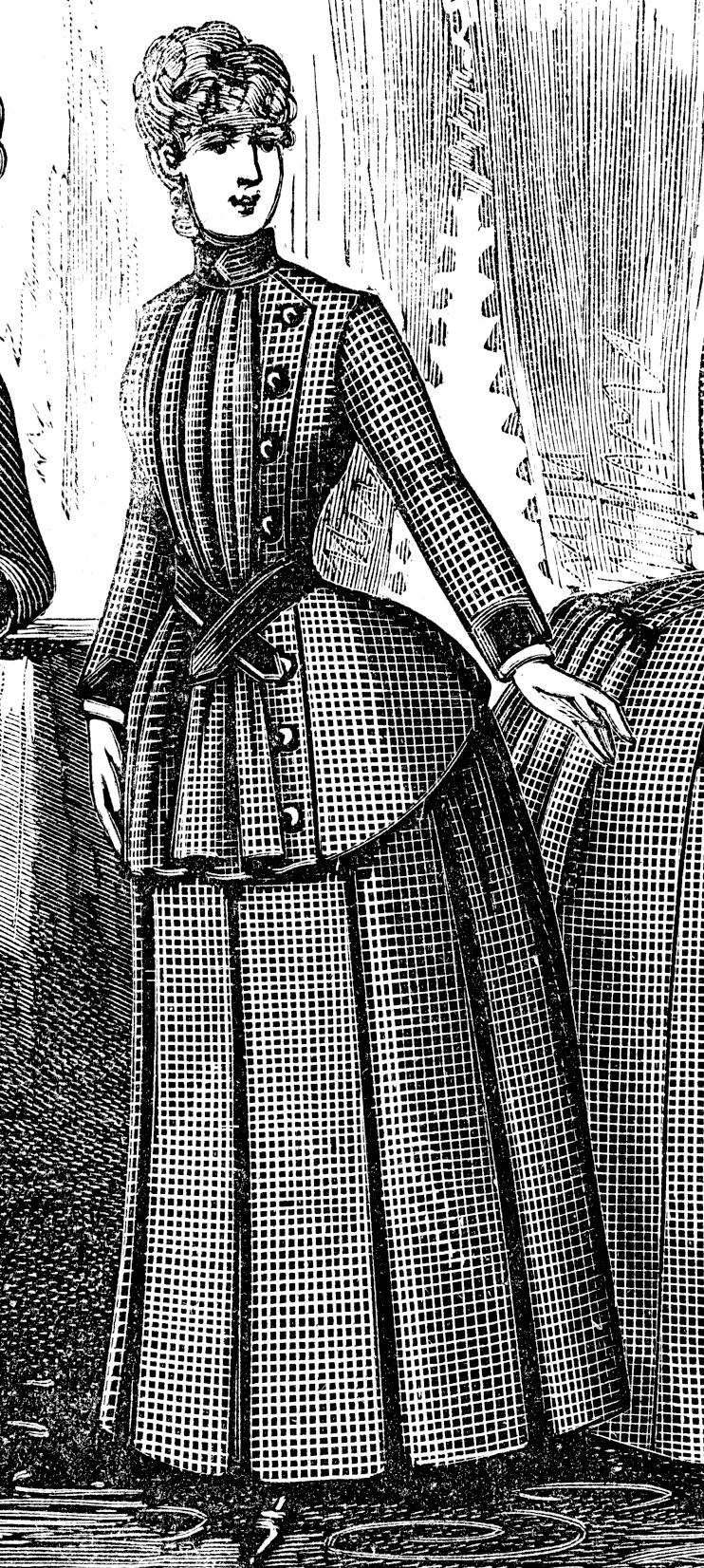
Schachtel-Plissee
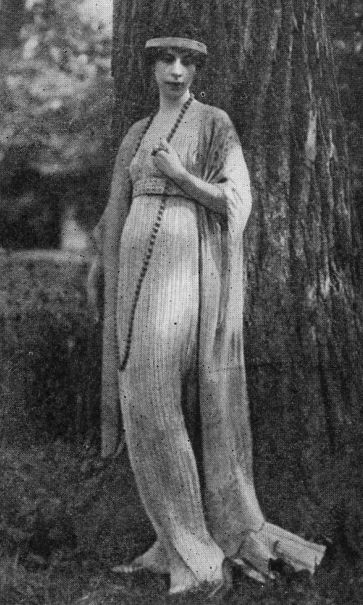
Fortuny-Plissee
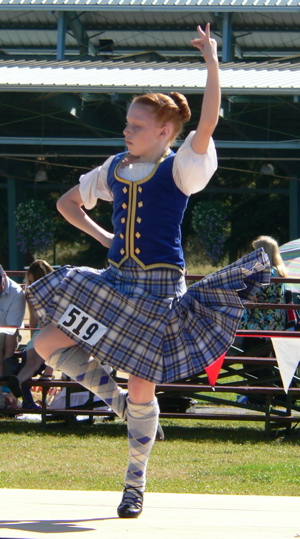
Messer-Plissee
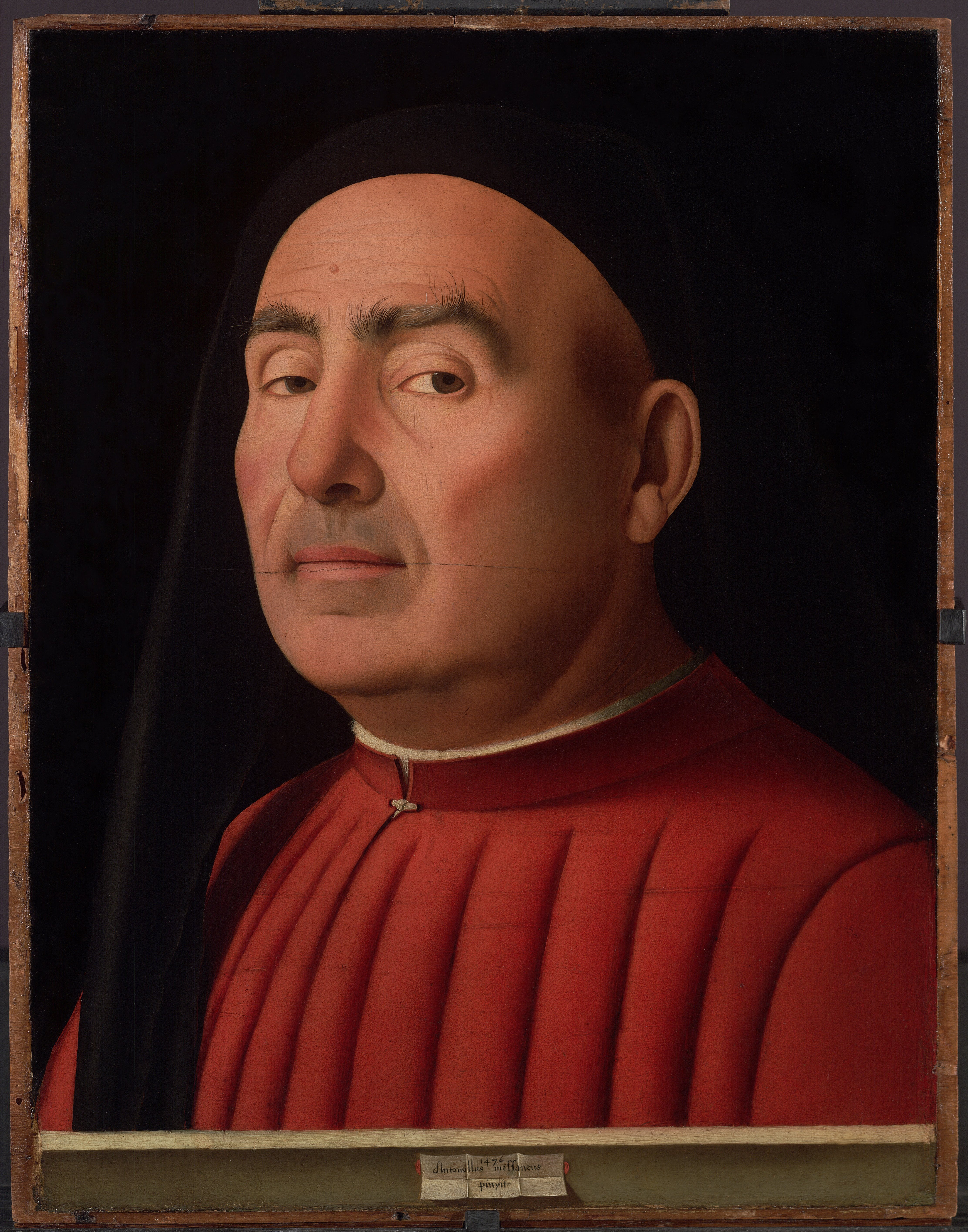
Orgel-Plissee
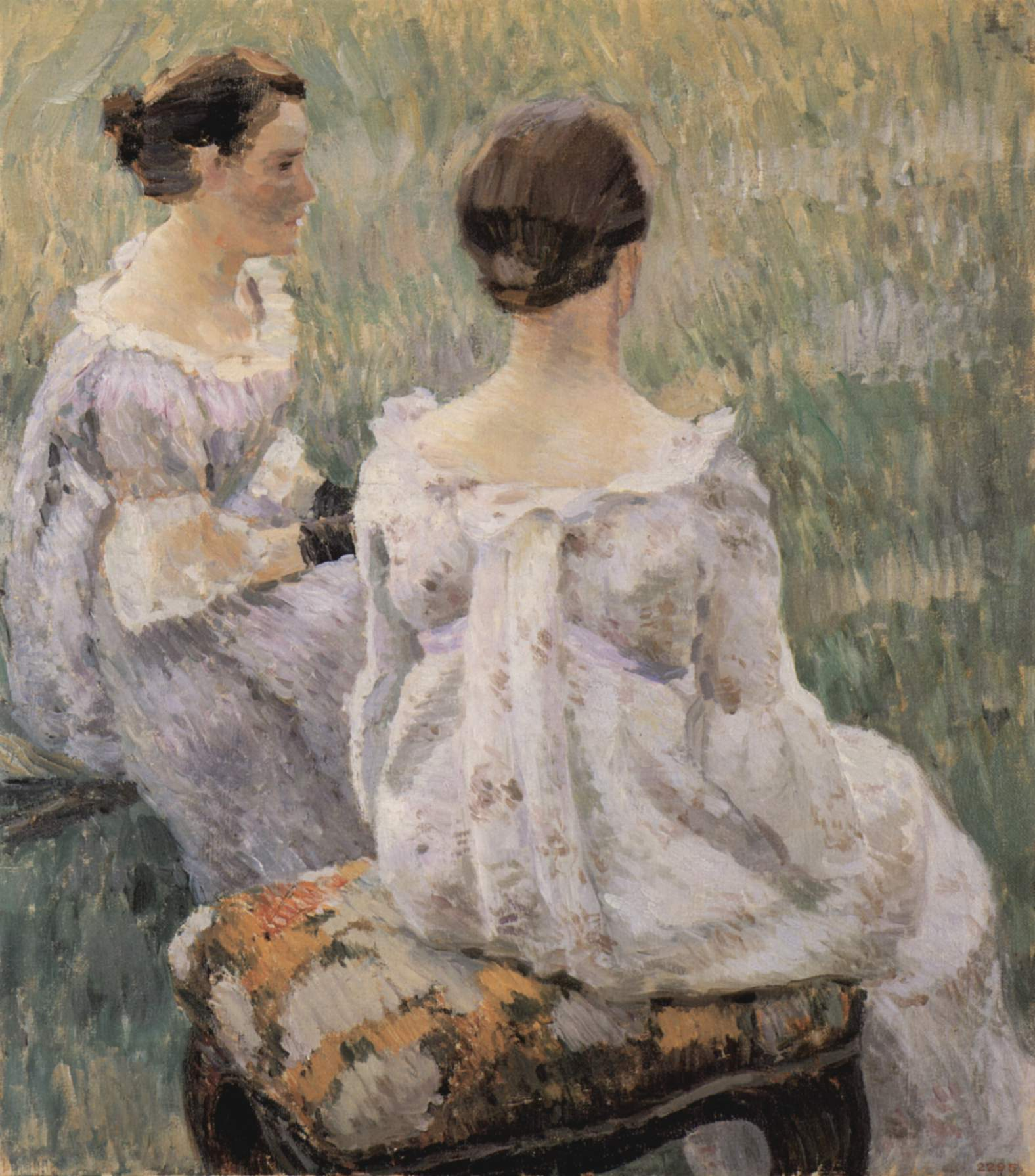
Watteau-Plissee
Spitzenwalze aus Schlesien im Bestand des MEK
Plissiergerät aus Tschechien (Bestand MEK)
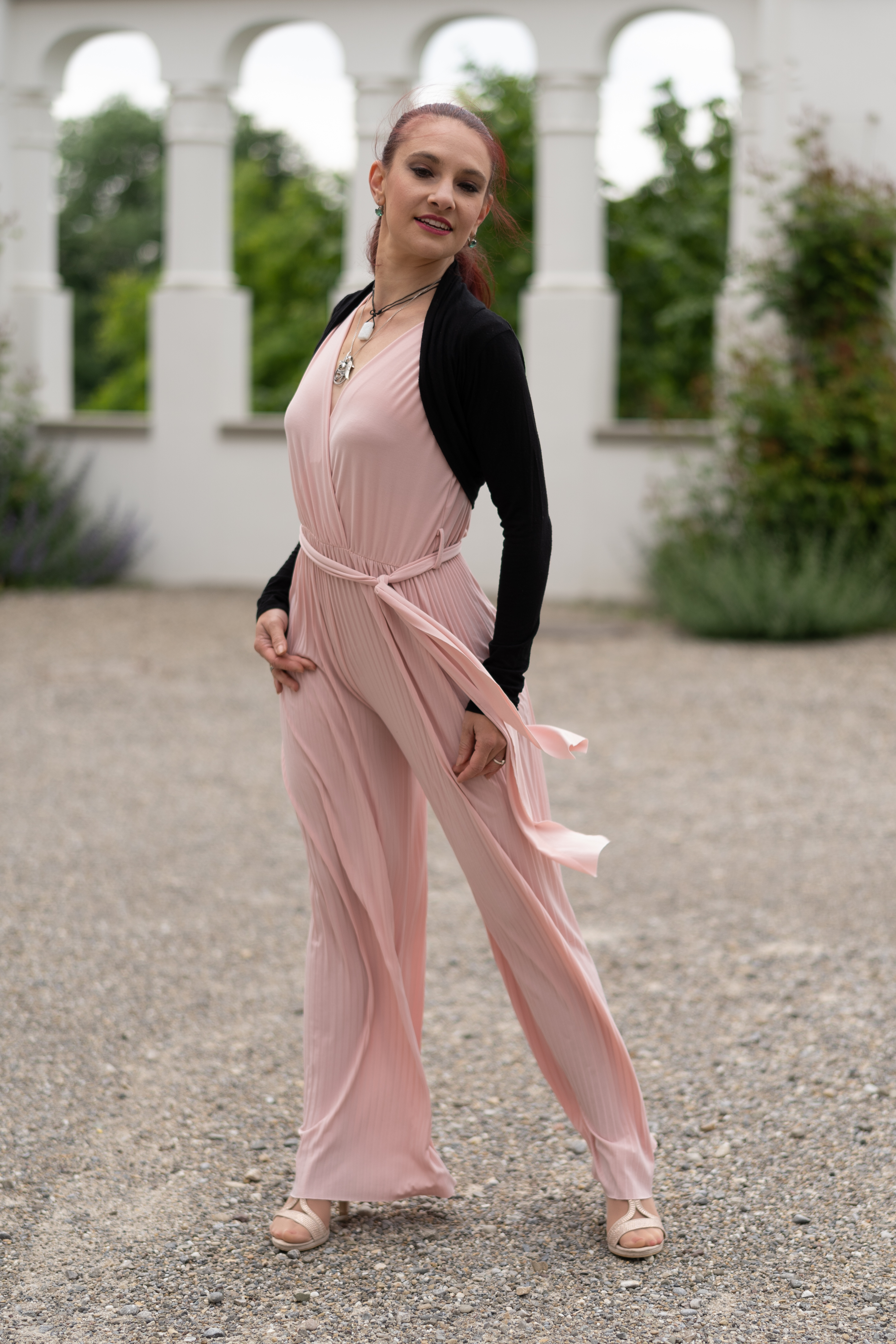
Jumpsuit mit plissierten Beinen. Oft ist das leichte Material unterfüttert oder wie hier mit hautfarbenem BH und Strumpfhose, um Durchscheinen zu vermindern.